# Guðmundur Guðmundsson (Skirennläufer)
Guðmundur S. Th. Guðmundsson (* 1. Mai 1920 in Akureyri; † 9. Januar 2007 in Fossvogur) war ein isländischer Skirennläufer.

## Werdegang
Guðmundur Guðmundsson wurde als Sohn von Guðmundur Friðrik Guðmundsson und Kristín Árnadóttir in der nordisländischen Stadt Akureyri geboren und wuchs in Siglufjörður auf. Guðmundur war ein vielseitiger Wintersportler. So gewann er isländische Meisterschaften im Skilanglauf, Skispringen, Snowboard und der Nordischen Kombination. Bei den Olympischen Winterspielen 1948 in St. Moritz nahm Guðmundur am 2. Februar am Abfahrtsrennen teil, das er nach 4:57,0 min als 98. von 111 gestarteten Läufern beendete. Zwei Tage später beim Slalomwettbewerb erreichte der Isländer nach zwei Läufen unter 67 Teilnehmern den 59. Rang (2:09,4 min und 1:45,2 min). In der Kombinationswertung, welche eine punktemäßige Addition der Abfahrts- sowie der beiden Slalomläufe darstellte, belegte Guðmundur als schlechtester Isländer (hinter Magnús Brynjólfsson und Þórir Jónsson) mit 105,11 Punkten den 67. Rang.
Guðmundur Guðmundsson betätigte sich in Akureyri und der Hauptstadt Reykjavík als Arbeiter, Landwirt und Taxifahrer, später studierte er Fischerei und arbeitete in Höfn. Er war dreimal verheiratet und hatte fünf Kinder. Guðmundur starb im Alter von 86 Jahren im National University Hospital von Fossvogur nahe Reykjavík.